# Стіни фортеці (Феодосія)
Стіни фортеці — пам'ятка середньовічної оборонної архітектури у Феодосії, внесена до Державного реєстру нерухомих пам'яток України за № 010055/7.
Знаходиться в південно-східній частині міста. Збереглися дві ділянки стін: південна — між пілоном великих воріт і баштою Климента до рівня основи бойового ходу і західна — з баштою Криско і хвірткою. Західна стіна по всій довжині збереглася неоднаково: до рівня бойового майданчика йде ділянка, що прилягає до башти Климента, далі на схід до башти Криско — тільки нижня частина стіни, за вежею Криско до моря, де височіла вежа Джустініані, стіна збереглася до 7 м висотою.
Стіни без бійниць, кам'яний бойовий майданчик нависає над площиною стіни, розширюючи бойовий хід. Складені стіни з великого необробленого вапняку, шви ретельно затерті.